# Colchester
 For alternative betydninger, se Colchester (flertydig). (Se også artikler, som begynder med Colchester)
Colchester er en by i det østlige England, med et indbyggertal (pr. 2001) på cirka 105.000. Byen ligger ved kysten til Nordsøen, i grevskabet Essex og i regionen East of England. Byen regnes ofte som en af de ældste i England, og dens historie går tilbage til romernes besættelse af øerne, hvor byen gik under navnet Camulodunum. Colchester Castle blev opført efter den normanniske erobring af England i 1066.
Colchester er hjemby for fodboldklubben Colchester United F.C. og er fødeby for blandt andet Cradle of Filth-guitaristen Charles Hedger.
51°53′N 0°54′Ø / 51.883°N 0.900°Ø
- Wikimedia Commons har flere filer relateret til Colchester